# Törpe Szent János
Törpe Szent János, görögösen Jóannész Kolobosz (ógörögül: Ιωάννης Κολοβός), (339/340 – 409. október 17.) szentként tisztelt ókeresztény egyiptomi remete, az úgynevezett sivatagi atyák egyike.

## Élete
A szkétiszi szerzetesek harmadik nemzedékéhez tartozott. Szegény családban született 339/340-ben. 357/358-ban ment Szkétiszbe, és ott Szent Ammoész tanítványa lett, akit 12 éven át ápolt. Ammoész 375 körül hunyt el, ezután János remeteéletet kezdett Kelliában, majd egy idő után szerzetesközösséget is alapított. Érdekesség, hogy ő vette fel a szerzetesek közé Nagy Szent Arszénioszt is. 409-ben hunyt el.
Az egyház szentként tiszteli, és halála napján üli ünnepét.

## Mondásai
- „Ugyancsak ő mondta: »Az alázatosság és az istenfélelem minden erény fölött áll.«”[2]
- „Ismét ő mondta: »Ki olyan erős, mint az oroszlán? Hasa miatt mégis csapdába esik, és egész erejét megalázzák.«”[3]
- „Ismét ő mondta, hogy amikor a szkétiszi atyák kenyeret és sót ettek, azt mondták: »Ne erőltessük a sós kenyeretǃ« Ilyen erősek voltak, hogy az Istenért fáradozzanak.”[3]

## Lásd még
- Ortodox szentek listája
- Sivatagi atyák